# Vahram Şirinyan
Vahram Şirinyan (Adapazarı, 1908 - İstanbul, 1992) fou un tenista turc. Jugant per l'equip de Şişlispor va ser campió en singles de Turquia entre 1925 i 1936. Jugant amb Sedat Bey, en la selecció turca de tennis els dos foren campions de dobles dels Balcans l'any 1930. Şirinyan va pertànyer a l'comunitat armènia de Turquia.